# Olympische Sommerspiele 2004/Teilnehmer (Mexiko)
| Gelbes Symbol für Goldmedaillen mit stilisierten Olympischen Ringen | Graues Symbol für Silbermedaillen mit stilisierten Olympischen Ringen | Braundes Symbol für Bronzemedaillen mit stilisierten Olympischen Ringen |
| ------------------------------------------------------------------- | --------------------------------------------------------------------- | ----------------------------------------------------------------------- |
| —                                                                   | 3                                                                     | 1                                                                       |

Mexiko nahm an den Olympischen Sommerspielen 2004 in Athen, Griechenland, mit einer Delegation von 109 Sportlern (59 Männer und 50 Frauen) teil.

## Medaillengewinner
Mit drei gewonnenen Silber- und einer Bronzemedaille belegte das Team Platz 59 im Medaillenspiegel.

### Silber
| Name(n)        | Sportart       | Wettkampf               |
| -------------- | -------------- | ----------------------- |
| Ana Guevara    | Leichtathletik | Frauen, 400 Meter       |
| Belem Guerrero | Radsport       | Frauen, Punktefahren    |
| Óscar Salazar  | Taekwondo      | Klasse bis 58 Kilogramm |

### Bronze
| Name(n)        | Sportart  | Wettkampf                       |
| -------------- | --------- | ------------------------------- |
| Iridia Salazar | Taekwondo | Frauen, Klasse bis 57 Kilogramm |

## Teilnehmer nach Sportarten

### Bogenschießen
- Juan René Serrano
Einzel: 20. Platz
Mannschaft: 12. Platz

- Jorge Chapoy
Einzel: 34. Platz
Mannschaft: 12. Platz

- Eduardo Magaña
Einzel: 49. Platz
Mannschaft: 12. Platz

### Boxen
- Raúl Castañeda
Halbfliegengewicht: 9. Platz

- Abner Mares
Bantamgewicht: 17. Platz

- Juan de Dios Navarro
Halbweltergewicht: 17. Platz

- Alfredo Angulo
Mittelgewicht: 17. Platz

- Ramiro Reducindo
Halbschwergewicht: 17. Platz

### Fechten
- Edgar Chumacero
Florett, Einzel: 26. Platz

### Fußball
- Herrenteam
10. Platz

- Kader
José Corona
Francisco Rodríguez
Mario Pérez Zúñiga
Luis Ernesto Pérez
Aarón Galindo
Diego Martínez
Hugo Sánchez Guerrero
Israel López
Zinha
Omar Bravo
Rafael Márquez Lugo
Gonzalo Pineda
Sergio Amaury Ponce
Juan Pablo García
Ismael Íñiguez

- Frauenteam
8. Platz

- Kader
Pamela Tajonar
Elizabeth Gómez
Rubí Sandoval
Mónica González
Maria de Jesús Castillo
Mónica Vergara
Fátima Leyva
Patricia Pérez
Dioselina Valderrama
Maribel Domínguez
Iris Mora
Jennifer Molina
Juana López
Luz del Rosario Saucedo
Nancy Gutierrez
Alma Martínez
Guadalupe Worbis

### Gewichtheben
- Damaris Gabriela Aguirre
Frauen, Klasse bis 75 Kilogramm: 12. Platz

### Judo
- Cristobal Alejandro Aburto
Superleichtgewicht: Viertelfinale

- José Goldschmied
Mittelgewicht: 1. Runde

- Vanessa Martina Zambotti
Frauen, Schwergewicht: Viertelfinale

### Leichtathletik
- Juan Pedro Toledo
200 Meter: Halbfinale

- Alejandro Cárdenas
400 Meter: Halbfinale

- Alejandro Suárez
5000 Meter: Vorläufe

- Teodoro Vega
10.000 Meter: 20. Platz

- David Galván
10.000 Meter: 21. Platz

- Procopio Franco
Marathon: 55. Platz

- Andrés Espinosa
Marathon: 69. Platz

- José Ernani Palalia
Marathon: 72. Platz

- Omar Segura
20 Kilometer Gehen: 18. Platz

- Bernardo Segura
20 Kilometer Gehen: DNF

- Noé Hernández
20 Kilometer Gehen: Disqualifiziert

- Miguel Ángel Rodríguez
50 Kilometer Gehen: 15. Platz

- Germán Sánchez
50 Kilometer Gehen: 17. Platz

- Mario Iván Flores
50 Kilometer Gehen: DNF

- Geovanni Lanaro
Stabhochsprung: Keine Höhe

- Liliana Allen
Frauen, 100 Meter: Viertelfinale
Frauen, 4 × 400 Meter: Vorläufe

- Ana Guevara
Frauen, 400 Meter: Silber 
Frauen, 4 × 400 Meter: Vorläufe

- Dulce María Rodríguez
Frauen, 5000 Meter: Vorläufe

- Adriana Fernández
Frauen, 10.000 Meter: 23. Platz

- Margarita Tapia
Frauen, Marathon: 38. Platz

- Angélica Sánchez
Frauen, Marathon: 46. Platz

- Magali Yañez
Frauen, 4 × 400 Meter: Vorläufe

- Mayra Marcela González
Frauen, 4 × 400 Meter: Vorläufe

- Victoria Palacios
Frauen, 20 Kilometer Gehen: 34. Platz

- María del Rosario Sánchez
Frauen, 20 Kilometer Gehen: DNF

- María Romary Rifka
Frauen, Hochsprung: 14. Platz in der Qualifikation

- Violeta Guzmán
Frauen, Hammerwurf: 35. Platz in der Qualifikation

### Moderner Fünfkampf
- Sergio Salazar
Einzel: 11. Platz

- Manuel Pradillo
Einzel: 12. Platz

### Radsport
- Belem Guerrero
Frauen, Straßenrennen, Einzel: 46. Platz
Frauen, Punktefahren: Silber

- Nancy Contreras
500 Meter Zeitfahren: 8. Platz

### Reiten
- Federico Fernández
Springreiten, Einzel: 52. Platz in der Qualifikation
Springreiten, Mannschaft: 14. Platz

- Marcela Lobo Pérez
Springreiten, Einzel: 56. Platz in der Qualifikation
Springreiten, Mannschaft: 14. Platz

- Gustavo Ramos Hernández
Springreiten, Einzel: DNF in der Qualifikation
Springreiten, Mannschaft: 14. Platz

- Gerardo Tazzer
Springreiten, Einzel: DNF in der Qualifikation
Springreiten, Mannschaft: 14. Platz

### Rudern
- Martha García
Frauen, Einer: 12. Platz

- Gabriela Huerta
Frauen, Leichtgewichts-Doppelzweier: 16. Platz

- Aline Olvera
Frauen, Leichtgewichts-Doppelzweier: 16. Platz

### Schießen
- Roberto José Elías
Luftgewehr: 44. Platz
Kleinkaliber, liegend: 36. Platz

### Schwimmen
- Josh Ilika
200 Meter Freistil: 28. Platz
4 × 200 Meter Freistil: 15. Platz
100 Meter Schmetterling: 33. Platz

- Leonardo Salinas
400 Meter Freistil: 29. Platz
4 × 200 Meter Freistil: 15. Platz

- Javier Díaz
4 × 200 Meter Freistil: 15. Platz

- Alejandro Siqueiros
4 × 200 Meter Freistil: 15. Platz

- Juan Veloz
200 Meter Schmetterling: 16. Platz

- Adriana Marmolejo
Frauen, 100 Meter Brust: 38. Platz
Frauen, 200 Meter Brust: 27. Platz

### Segeln
- David Mier
Windsurfen: 16. Platz

- Rosa Irene Campos
Frauen, Windsurfen: 23. Platz

- Tania Elías
Frauen, Europe: 12. Platz

### Synchronschwimmen
- Nara Falcón
Frauen, Duett: 16. Platz

- Olga Vargas
Frauen, Duett: 16. Platz

### Taekwondo
- Óscar Salazar
Klasse bis 58 Kilogramm: Silber

- Víctor Estrada
Klasse bis 80 Kilogramm: 5. Platz

- Iridia Salazar
Frauen, Klasse bis 57 Kilogramm: Bronze

### Triathlon
- Eligio Cervantes
Olympische Distanz: 38. Platz

- Javier Rosas
Olympische Distanz: 44. Platz

### Turnen
- Brenda Vianey Magaña
Frauen, Einzelmehrkampf: 58. Platz in der Qualifikation
Frauen, Boden: 71. Platz in der Qualifikation
Frauen, Pferdsprung: 42. Platz in der Qualifikation
Frauen, Schwebebalken: 81. Platz in der Qualifikation
Frauen, Stufenbarren: 71. Platz in der Qualifikation

- Laura del Carmen Moreno
Frauen, Einzelmehrkampf: 83. Platz in der Qualifikation
Frauen, Boden: 82. Platz in der Qualifikation
Frauen, Schwebebalken: 63. Platz in der Qualifikation
Frauen, Stufenbarren: 72. Platz in der Qualifikation

### Volleyball (Beach)
- Mayra Aide García
Frauenwettkampf: 19. Platz

- Hilda Gaxiola
Frauenwettkampf: 19. Platz

### Wasserspringen
- Fernando Platas
Kunstspringen: 5. Platz

- Rommel Pacheco
Kunstspringen: 10. Platz
Turmspringen: 10. Platz

- Paola Espinosa
Frauen, Kunstspringen: 12. Platz
Frauen, Turmspringen: 12. Platz
Frauen, Synchronspringen 3 Meter: 5. Platz
Frauen, Synchronspringen 10 Meter: 5. Platz

- Jashia Luna
Frauen, Kunstspringen: 20. Platz
Frauen, Turmspringen: 13. Platz
Frauen, Synchronspringen 10 Meter: 5. Platz

- Laura Sánchez
Frauen, Synchronspringen 3 Meter: 5. Platz